# 24 mai
Pour les articles homonymes, voir Vingt-Quatre-Mai.
24 avril 24 juin
Chronologies thématiques
- Croisades
- Ferroviaires
- Sports
- Disney
- Anarchisme
- Catholicisme

Abréviations / Voir aussi
- (° 1852) = né en 1852
- († 1885) = mort en 1885
- a.s. = calendrier julien
- n.s. = calendrier grégorien
- Calendrier
- Calendrier perpétuel
- Liste de calendriers
- Naissances du jour

Le 24 mai est le 144e jour, moins souvent le 145e, de l'année du calendrier grégorien ; il en reste ensuite 221.
Son équivalent était généralement le 5 prairial du calendrier républicain ou révolutionnaire français, officiellement dénommé jour du canard (l'oiseau d'eau douce).

## Événements

### IXesiècle
- 843 : bataille de Blain, victoire des troupes bretonnes de Nominoë sur les troupes franques du roi de Francie occidentale Charles II dit le chauve petit-fils de Charlemagne.

### XIIIesiècle
- 1276 : Magnus III est couronné roi de Suède, à Uppsala.

### XIVesiècle
- 1337 : confiscation du duché de Guyenne par Philippe VI de France.

### XVIIesiècle
- 1626 : Peter Minuit achète Manhattan.
- 1667 : les troupes de Louis XIV entrent aux Pays-Bas espagnols, marquant le début de la guerre de Dévolution.
- 1670 : Louis XIV crée l'hôtel des Invalides, par ordonnance royale.

### XIXesiècle
- 1814 : Pie VII rentre triomphalement à Rome, après son emprisonnement à Fontainebleau par Napoléon.
- 1822 : bataille de Pichincha.
- 1842 : bataille de Congella.
- 1873 : Patrice de Mac-Mahon devient président de la République française.

### XXesiècle
- 1941 : le HMS Hood, fleuron de la Royal Navy, est coulé.
- 1950 : résolution no 81 du Conseil de sécurité des Nations unies, relative à sa procédure.
- 1972 : André Saint-Mleux est nommé ministre d'État de Monaco, par le prince Rainier III, en remplacement de François-Didier Gregh, en poste depuis le 1er avril 1969.
- 1975 : Noureddine Rifaï est intronisé président du conseil des ministres libanais, en remplacement de Rachid Solh, par le président Elias Hraoui.
- 1993 : indépendance de l'Érythrée.

### XXIesiècle
- 2002 : ratification du traité de réduction des arsenaux nucléaires stratégiques.
- 2018 : à la Barbade, le Parti travailliste remporte la totalité des sièges lors des élections législatives.
- 2019 :
  - suite des élections européennes qui se déroulent cette fois en Irlande et en République tchèque (Union) ;
  - en Irlande ont lieu également les élections municipales et un référendum constitutionnel sur les conditions du divorce ;
  - enfin la Première ministre du Royaume-Uni Theresa May annonce sa démission de la tête du parti conservateur avec effet le 7 juin suivant et ouvrant officiellement la course à sa succession[1].
- 2021 : au Mali, un coup d'État destitue le président Bah N'Daw et le premier ministre Moctar Ouane au profit du vice-président Assimi Goïta[2].

## Arts, culture et religion
- 1086 : élection du pape Victor III.
- 1738 : conversion de John Wesley dans une salle de conférence d'Aldersgate Street à Londres.

- 1956 : Organisation du premier Concours Eurovision de la Chanson au Teatro Kursaal à Lugano, en Suisse.
- 2025 : Un simple accident, film franco-luxo-iranien réalisé par Jafar Panahi (photo), remporte la Palme d'or du Festival de Cannes[3].

## Sciences et techniques
- 1797 : découverte de l'île de Mangareva par le navigateur James Wilson dans l'archipel des Gambier.
- 1830 : ouverture de la Baltimore and Ohio Railroad entre Baltimore et Ellicott City (Maryland) l'une des premières lignes de chemin de fer des États-Unis.
- 1844 : date de l'envoi du premier télégramme en morse, par Samuel Morse ; le message indique « What hath God wrought ? » (« Qu'est-ce que Dieu a forgé ? » en français)[4].
- 1883 : le pont de Brooklyn, à New York, est ouvert au trafic après quatorze ans de travaux.
- 1938 : création du Centre national de la recherche scientifique appliquée en France.
- 2001 : l’aventurier américain Erik Weihenmayer est le premier aveugle connu à atteindre le haut de l’Everest avant d'autres sommets[5].
- 2014 : pluie des météores camélopardalides de mai dues à la comète 209P/LINEAR.
- 2021 : journée d'action européenne des parcs nationaux, réserves de biosphère et parcs naturels en  Europe (avec organisation d'expositions, de balades thématiques)[6].

## Économie et société
- 2014 : quatre personnes sont tuées lors d'une fusillade au Musée juif de Belgique.
- 2019 : treize personnes sont blessées lors de l'attentat de la rue Victor-Hugo de Lyon.
- 2024 : en Papouasie-Nouvelle-Guinée, un glissement de terrain, le plus meurtrier depuis le début du XXIe siècle, fait plus de 2 000 morts et 2 500 disparus[7].

## Naissances

### Iersiècleav. J.-C.
- 15 av. J.-C. : Germanicus, général romain († 10 octobre 19).

### XVesiècle
- 1494 : Pontormo (Jacopo Carucci dit), peintre florentin († 2 janvier 1557).

### XVIesiècle
- 1544 : William Gilbert, astronome anglais († 30 novembre 1603).

### XVIIesiècle
- 1686 : (Daniel) Gabriel Fahrenheit, physicien allemand inventeur de l'échelle de température qui porte son nom († 16 septembre 1736).

### XVIIIesiècle
- 1728 : Jean-Baptiste Pillement, peintre et décorateur français († 26 avril 1808).
- 1743 : Jean-Paul Marat, homme politique français († 13 juillet 1793).
- 1751 : Charles-Emmanuel IV de Sardaigne, roi de Sardaigne de 1796 à 1802 († 6 octobre 1819).

### XIXesiècle
- 1803 : Charles-Lucien Bonaparte, zoologue français, fils de Lucien Bonaparte et neveu de l'Empereur († 29 avril 1857).
- 1805 : Pierre Adolphe Lesson, botaniste et chirurgien français († 16 mai 1888).
- 1816 : Emanuel Leutze, peintre germano-américain († 18 juillet 1868).
- 1819 : Victoria, reine du Royaume-Uni et impératrice des Indes († 22 janvier 1901).
- 1851 : Jean Baptiste De Rode, secrétaire général du Ministère de la Justice de Belgique, puis administrateur de la Sûreté de l'État († 1914).
- 1867 : Teresa Fardella de Blasi, fondatrice d'œuvres, vénérable catholique († 26 août 1957).
- 1869 : Émile Bodin, écrivain français († 18 septembre 1923).
- 1875 : Robert Garrett, athlète américain, multiple médaillé aux jeux olympiques de 1896 et 1900 († 25 avril 1961).
- 1876 : Maurilio Fossati, cardinal italien, archevêque de Turin († 30 mars 1965).
- 1886 : Paul Paray, chef d'orchestre et compositeur français académicien ès beaux-arts († 10 octobre 1979).
- 1887 : Jean de La Varende, écrivain français († 8 juin 1959).
- 1895 : Marcel Janco, peintre et architecte roumain, figure du dadaïsme († 21 avril 1984).
- 1898 : Joseph Doerflinger, pilote français, pionnier de l'aéropostale († 20 octobre 1970).
- 1899 :
  - Suzanne Lenglen, joueuse de tennis française († 4 juillet 1938).
  - Henri Michaux, écrivain et peintre français d'origine belge († 19 octobre 1984).
- 1900 : Eduardo De Filippo, cinéaste, scénariste et acteur italien († 31 octobre 1984).

### XXesiècle
- 1902 :
  - Lionel Conacher, joueur canadien de hockey sur glace et de football canadien († 26 mai 1954).
  - Sylvia Daoust, sculptrice québécoise († 19 juillet 2004).
- 1905 : Mikhaïl Cholokhov, écrivain russe, prix Nobel de littérature 1965 († 21 février 1984).
- 1906 : Harry Hess, officier de marine et géologue américain († 25 août 1969).
- 1910 : Jimmy Demaret, golfeur américain († 28 décembre 1983).
- 1914 :
  - Lilli Palmer, actrice autrichienne († 27 janvier 1986).
  - Jules Perahim, plasticien et peintre roumano-français († 2 mars 2008).
  - George Tabori (György Tábori), scénariste, acteur et réalisateur hongrois († 23 juillet 2007).
- 1916 : Juanito Valderrama, chanteur de flamenco espagnol († 12 avril 2004).
- 1920 : Robert Lynen, acteur et résistant français († 1er avril 1944).
- 1923 :
  - Siobhan McKenna, actrice irlandaise († 16 novembre 1986).
  - Seijun Suzuki, réalisateur japonais († 13 février 2017).
- 1925 : Mai Zetterling, actrice, réalisatrice et scénariste suédoise († 17 mars 1994).
- 1928 :
  - Max Bennett, contrebassiste et bassiste américain de jazz († 14 septembre 2018).
  - Adrian Frutiger, typographe suisse († 10 septembre 2015).
- 1930 :
  - Robert Bateman, artiste canadien.
  - Ryszard Kiwerski, artiste peintre, graphiste, affichiste polonais († 20 décembre 2015).
- 1931 : Michael Lonsdale, acteur franco-britannique († 21 septembre 2020).
- 1933 : Réal Giguère, animateur de radio et de télévision, scénariste et acteur québécois († 11 février 2019).
- 1936 : Patrick Nothomb, diplomate belge († 17 mars 2020).
- 1937 :
  - Maryvonne Dupureur, athlète de demi-fond française († 7 janvier 2008).
  - Archie Shepp, joueur de jazz américain.
- 1938 :
  - Tommy Chong, acteur, scénariste et humoriste canadien.
  - Jean-Claude Suaudeau, footballeur puis entraîneur français.
- 1940 : Joseph Brodsky (Иосиф Александрович Бродский), poète russe, prix Nobel de littérature en 1987 († 28 janvier 1996).
- 1941 :
  - Konrad Boehmer, compositeur néerlandais d'origine allemande († 4 octobre 2014).
  - Bob Dylan (Robert Zimmerman dit), musicien et chanteur de folk américain auréolé d'un prix Nobel de littérature.
  - Yannick Seigneur, alpiniste français († 28 novembre 2001).
- 1944 :
  - Christine Delaroche, actrice française.
  - Patti LaBelle, chanteuse américaine.
  - Dominique Lavanant, comédienne française.
- 1945 :
  - Priscilla Beaulieu, actrice américaine, épouse d'Elvis Presley.
  - Jacques-Édouard Berger, historien suisse († 10 novembre 1993).
  - Driss Jettou, homme d'État marocain.
- 1946 : Jackie Berroyer, acteur, écrivain et scénariste français.
- 1948 :
  - Richard Dembo, réalisateur et scénariste français († 11 novembre 2004).
  - Christian Nourrichard, évêque catholique français, évêque d'Évreux.
- 1949 :
  - Jim Broadbent, acteur britannique.
  - Aurelio De Laurentiis, producteur de cinéma et dirigeant sportif italien.
- 1951 :
  - Jean-Pierre Bacri, acteur et scénariste français († 18 janvier 2021).
  - Ronald A. Parise, astronaute américain († 9 mai 2008).
- 1952 : Marc Cerrone, musicien français, batteur de formation.
- 1953 :
  - Diego Cugia (it), écrivain, journaliste, metteur en scène et auteur italien, travaillant à la radio-télévision.
  - Néjib Khattab, animateur tunisien, l'un des pionniers de la préparation des émissions et des variétés dans le monde arabe († 25 avril 1998).
  - Alfred Molina, acteur anglo-américain.
- 1954 :
  - Francisco García Escalero, tueur en série espagnol († août 2014).
  - Mitch Kupchak, joueur et manager de basket-ball américain.
- 1955 :
  - Rosanne Cash, chanteuse et auteure-compositrice américaine de musique country.
  - Philippe Lafontaine, auteur-compositeur et interprète belge.
- 1959 : Per-Eric Lindbergh, joueur de hockey sur glace suédois († 11 novembre 1985).
- 1960 :
  - Guy Fletcher, musicien britannique du groupe Dire Straits.
  - Kristin Scott Thomas, actrice britannique.
- 1961 : Alain Lemieux, joueur de hockey sur glace québécois.
- 1962 : Gene Anthony Ray, comédien et danseur américain († 14 novembre 2003).
- 1963 : Ken Flach, joueur de tennis américain († 12 mars 2018).
- 1964 :
  - Patrice Martin, skieur nautique français.
  - Pat Verbeek, joueur de hockey sur glace canadien.
  - Adrian Moorhouse, nageur britannique spécialiste de la brasse, champion olympique.
- 1965 : John C. Reilly, acteur et scénariste américain.
- 1966 : Éric Cantona, footballeur et acteur français.
- 1967 :
  - Eric Close, acteur américain.
  - Matt Laurent, auteur-compositeur et interprète québécois.
- 1970 : Tommy Page (en), chanteur américain.
- 1971 : 
  - Kris Draper, joueur de hockey sur glace canadien.
  - Elizabeth Sanderson, journaliste, pair et personnalité politique britannique.
- 1972 :
  - Laure Sainclair, ancienne actrice pornographique bretonne et française.
  - Maxime Souraïev, cosmonaute russe.
  - Yang Ling, tireur sportif chinois, champion olympique.
- 1973 :
  - Karim Alami, joueur de tennis marocain.
  - Éric Carrière, footballeur français.
  - Bartolo Colon, joueur de baseball dominicain.
- 1974 :
  - Florence Baverel-Robert, biathlète française.
  - Dan Houser, entrepreneur britannique.
- 1975 : Marc Gagnon, patineur de vitesse sur courte piste québécois.
- 1976 :
  - Annisa Trihapsari, actrice et mannequin indonésienne.
  - Mokobé (Mokobé Traoré dit), chanteur français issu du collectif Mafia K'1 Fry et du groupe 113.
- 1977 : Alexandra Laverdière, actrice québécoise.
- 1978 :
  - Brad Penny, joueur de baseball américain.
  - Rose (Keren Meloul dite), chanteuse française.
  - Alket Rizai, criminel albanais.
- 1979 :
  - Tracy McGrady, joueur de basketball américain.
  - Olivier Renard, footballeur belge.
- 1980 : Kareen Antonn, chanteuse, danseuse et comédienne française.
- 1982 :
  - Guillaume Costentin, basketteur français.
  - Laurent Pionnier, footballeur français.
- 1984 :
  - Frontliner (Barry Drooger dit), producteur et disc-jockey néerlandais.
  - Ivan Kljaković Gašpić, marin croate.
  - Ludovic Quistin, footballeur français († 28 mai 2012).
  - Rebecca Wiasak, coureuse cycliste australienne.
- 1987 :
  - Déborah François, actrice belge.
  - Guillaume Latendresse, joueur de hockey sur glace québécois.
- 1988 : Artem Anisimov, hockeyeur sur glace russe.
- 1989 : Adel Taarabt, footballeur franço-marocain
- 1990 :
  - Mattias Ekholm, hockeyeur sur glace suédois.
  - Félix Moati, acteur et réalisateur français.
- 1991 :
  - Cody Eakin, hockeyeur sur glace canadien.
  - Upchurch the Redneck (Ryan Edward Upchurch dit), chanteur américain.
- 1992 : Dan Slania, joueur de baseball américain.

## Décès

### IIesiècle
- 189 voire 185 : Éleuthère, 13e pape de 175 à sa mort et saint fêté les 26 mai (° à une date inconnue).

### XIesiècle
- 1071 : Wulfhilde de Norvège, épouse du duc de Saxe Ordulf de Saxe (° 1020).

### XIIIesiècle
- 1201 : Thibaut III, comte de Champagne (° 13 mai 1179).

### XVesiècle
- 1425 : Murdoch Stewart, 2e duc d'Albany (° 9 décembre 1362).

### XVIesiècle
- 1543 : Nicolas Copernic, astronome polonais (° 19 février 1473).

### XVIIesiècle
- 1627 : Luis de Gongora y Argote, poète espagnol (° 11 juillet 1561).

### XVIIIesiècle
- 1725 : Jonathan Wild, criminel britannique du XVIIIe siècle (° 6 mai).
- 1726 : Étienne-Benjamin Deschauffours, brûlé à Paris pour sodomie (° ca 1690).

### XIXesiècle
- 1828 : Charles Joseph de Werro, homme politique suisse (° 1754).
- 1871 : Georges Darboy, évêque de Nancy, puis archevêque de Paris de 1863 à 1871, exécuté par la Commune à Paris (° 16 janvier 1813).
- 1885 : Antoine Jacob Stern, banquier français (° 16 janvier 1805).
- 1886 : 
  - Franceline Ribard, ophtalmologue française (° 29 novembre 1851).
  - Georg Waitz, historien allemand (° 9 octobre 1813).

### XXesiècle
- 1901 : Louis-Zéphirin Moreau, évêque catholique québécois (° 1er avril 1824).
- 1940 : Auguste Marin, poète belge (° 10 août 1911).
- 1941 : Berthe Sylva, chanteuse française (° 7 février 1885).
- 1948 : Jacques Feyder, cinéaste français (° 21 juillet 1885).
- 1949 : Rosita Renard, pianiste chilienne (° 8 février 1894).
- 1954 : William Van Alen, architecte américain (° 10 août 1883).
- 1959 : John Foster Dulles, diplomate américain, qui fut le 51e secrétaire d'État (° 25 février 1888).
- 1963 : Elmore James, guitariste et chanteur de blues américain (° 27 janvier 1918).
- 1971 : Raichō Hiratsuka, écrivaine japonaise (° 10 février 1886).
- 1972 : Asta Nielsen, actrice danoise (° 11 septembre 1881).
- 1974 : Duke Ellington, pianiste, compositeur et chef d'orchestre de jazz américain (° 29 avril 1899).
- 1975 : Marcel Vacherot, joueur français de tennis (° 11 février 1881).
- 1976 : Denise Pelletier, actrice québécoise (° 22 mai 1923).
- 1979 : André Luguet, acteur français (° 15 mai 1892).
- 1981 : Charles-Émile Gadbois, prêtre catholique et folkloriste québécois (° 1er juin 1906).
- 1986 : Stephen Thorne, aspirant astronaute américain (° 11 février 1953).
- 1990 :
  - Léo Rivest, humoriste et comédien québécois (° 2 décembre 1913).
  - Arthur Villeneuve, peintre québécois (° 4 janvier 1910).
- 1991 :
  - Gene Clark, chanteur, guitariste et compositeur américain issu du groupe The Byrds (° 17 novembre 1944).
  - Gérard Delage, journaliste, écrivain, gastronome et animateur québécois (° 27 septembre 1912).
- 1993 : Juan Jesús Posadas Ocampo, cardinal mexicain, archevêque de Guadalajara (° 10 novembre 1926).
- 1995 : Harold Wilson, homme politique britannique (° 11 mars 1916).
- 1996 :
  - Jacob Druckman, compositeur américain (° 26 juin 1928).
  - Joseph Mitchell, journaliste et écrivain américain (° 27 juillet 1908).
- 1997 :
  - Tal-su Kim, écrivain japonais (° 27 novembre 1919).
  - Edward Mulhare, acteur irlandais (° 8 avril 1923).
  - Sepp Weiler, sauteur à ski allemand (° 22 janvier 1921).
- 1998 : Dudley Broussard, musicien américain (° 16 août 1916).

### XXIesiècle
- 2001 : Patricia Robertson, aspirante astronaute américaine (° 12 mars 1963).
- 2002 : Xi Zhongxun, homme politique chinois (° 15 octobre 1913).
- 2003 : Rachel Kempson, actrice britannique, veuve de Michael Redgrave (° 28 mai 1910).
- 2005 :
  - Arthur Haulot, poète, conteur et résistant belge (° 15 novembre 1913).
  - Guy Tardif, homme politique québécois (° 30 mai 1935).
- 2006 : Claude Piéplu, acteur français (° 9 mai 1923).
- 2007 :
  - Paul Morelle, écrivain et journaliste français (° 4 décembre 1917).
  - Philip M. Kaiser, diplomate américain (° 12 juillet 1913).
- 2008 :
  - Robert Knox, acteur britannique (° 21 août 1989).
  - Isaac Lipschits, historien et politologue néerlandais (° 19 novembre 1930).
  - Jimmy McGriff, organiste de jazz américain (° 3 avril 1936).
- 2010 :
  - Paul Gray, musicien américain, bassiste du groupe Slipknot (° 8 avril 1972).
  - Petr Muk, chanteur et compositeur tchèque (° 4 février 1965).
  - Anneliese Rothenberger, soprano allemande (° 19 juin 1924).
- 2013 : 
  - Françoise Blanchard, actrice française (6 juin 1954)
  - Gotthard Graubner, peintre allemand (° 13 juin 1930).
- 2015 : Hélène Vida, journaliste et animatrice française (° 24 juin 1938).
- 2016 :
  - Adelina Dematti de Alaye, militant argentin des droits de l'Homme (° 5 juin 1927).
  - Bruno-René Huchez, producteur français (° 2 octobre 1943).
  - Burt Kwouk, acteur britannique (° 18 juillet 1930).
  - Mell Lazarus, dessinateur de bande-dessinée américain (° 3 mai 1927).
  - Anne-Marie Nzié, chanteuse camerounaise (° 1932).
  - Leo Proost, cycliste belge (° 1er novembre 1933).
  - Jorma Salmi, joueur de hockey sur glace finlandais (° 6 mai 1933).
  - Kōichi Satō, graphiste japonais (° 9 août 1944).
  - Berend Jan Udink, homme politique et P-DG néerlandais (° 12 février 1926).
- 2017 : William Duborgh Jensen, styliste et créateur de costumes norvégien (° 10 mai 1935).
- 2019 :
  - Murray Gell-Mann, physicien américain prix Nobel de physique en 1969 (° 15 septembre 1929).
  - Pierre Hatet, acteur et doubleur vocal français (° 20 avril 1930).
- 2020 :
  - Wilbur James « Jimmy » Cobb, batteur de jazz américain (° 20 janvier 1929).
  - Jean-Loup Dabadie, scénariste, dialoguiste, parolier et académicien français (° 27 septembre 1938).
  - Anise Postel-Vinay née Girard, résistante déportée française (° 12 juin 1922).
- 2021 : Marinette Yetna (Ngo Yetna Marinette Mbeleg), femme politique et chef d'entreprise camerounaise (° 10 décembre 1965).
- 2022 : David Datuna, (დეივიდ დათუნა en géorgien), artiste américano-géorgien de New York né le 10 février 1974.
- 2023 : 
  - Javier Álvarez, compositeur mexicain (° 8 mai 1956).
  - David Grove, anthropologue, archéologue et universitaire américain (° 17 octobre 1935).
  - Bill Lee, compositeur et acteur américain (° 23 juillet 1928).
  - George Maharis, acteur américain (° 1er septembre 1928).
  - Togden Rinpoché, tertön, homme politique et écrivain tibétain (° 5 janvier 1938).
  - Jacques Saunier, général de corps d'armée français (° 22 août 1924).
  - Tina Turner, chanteuse, danseuse, actrice et compositrice suisse d'origine américaine (° 26 novembre 1939).
- 2024 :
  - Destiny Deacon, photographe, artiste visuelle et réalisatrice australienne (° 6 février 1957).
  - Jorge Arganis Díaz Leal, homme politique mexicain (° 20 avril 1943).
  - Doug Ingle, musicien américain (° 9 septembre 1945).
  - Jan Kačer, acteur, metteur en scène, homme politique, réalisateur et pédagogue tchécoslovaque puis tchèque (° 3 octobre 1936).
  - Walter Kappacher, écrivain autrichien (° 24 octobre 1938).
  - Santiago Omar Riveros, général argentin (° 4 août 1923).
  - David Walker, pilote automobile australien (° 10 juin 1941).
  - PierLuigi Zoccatelli, sociologue et essayiste italien (° 30 juillet 1965).
- 2025 :
  - Susan Brownmiller, écrivaine, journaliste et féministe radicale américaine (° 15 février 1935).
  - Peter David, écrivain américain (° 23 septembre 1956).
  - Malini Fonseka, actrice et femme politique sri-lankaise (° 30 avril 1947).
  - Kiril Ivkov, footballeur bulgare (° 21 juin 1946).
  - Valeriy Lvov, boxeur soviétique puis russe (° 20 février 1953).
  - Piro Milkani, réalisateur, scénariste, acteur, peintre, producteur, enseignant, organisateur de festivals et animateur de télévision albanais (° 9 décembre 1939).
  - Marcel Ophüls, réalisateur franco-américain (° 1er novembre 1927).
  - Lili Rademakers, réalisatrice néerlandaise (° 8 février 1930).
  - Alan Yentob, producteur de télévision britannique (° 11 mars 1947).

## Célébrations

### Nationales
- Bermudes : « fête nationale »[8].
- Buganda (Ouganda, Union africaine) : « journée du souvenir du Lubiri »[9].
- Bulgarie (Union européenne) : « journée de l'éducation et de la culture bulgare et de la littérature slave » en l'honneur de l'œuvre des saints Cyrille et Méthode ci-après et notamment de leur création de l'alphabet glagolitique.
- Érythrée (Union africaine) : « fête nationale » et « fête de l'indépendance » commémorant son indépendance vis-à-vis de l'Éthiopie en 1993.
- Macédoine du Nord : « fête des illuminateurs slaves » en l'honneur de l'œuvre des saints Cyrille et Méthode[réf. à confirmer][10].
- Provence (Camargue, France, Union européenne à zone euro) : premier des deux jours du « pèlerinage aux Saintes-Maries-de-la-Mer ».
- Russie : « journée de la littérature et de la culture slave » en l'honneur de l'œuvre des saints Cyrille et Méthode.

### Religieuseméthodiste(christianismeprotestant)
Aldersgate Day (en) commémorant la conversion de John Wesley dans une salle de conférence d'Aldersgate Street à Londres en 1738.

### Saints des Églises chrétiennes

#### Saints catholiques et orthodoxes du jour
Référencés ci-après in fine, :
- Donatien et Rogatien de Nantes († vers 300), martyrs.
- Maël (Ve siècle), laïc honoré au Pays de Galles.
- Manahen († ?) ou « Manahène », docteur et prophète dans l’Église d'Antioche, ami du prince Hérode Antipas le Tétrarque[13],[14].
- Méletios († vers 138 et/ou 218 ?), avec Jean, Étienne, Sérapion l'Égyptien, Callinique le mage, Fauste, Festus, Marcellus, Théodore, Serge, « Mélèce le Stratilate », Marcellin, Félix, Photin, Théodoriscus, Mercure et Didyme, tribuns, Marcienne, Palladie et Suzanne, les deux nourrissons Cyriaque et Christian et tous les martyrs en Galatie sous Héliogabale.
- Misselin de Tarbes (Ve siècle), prêtre.
- Servule († vers 283), avec Zebelle et Secondin, martyrs en Istrie.
- Siméon Stylite le Jeune (521 - 592/597), ascète du Mont Admirable dans la région d'Antioche.
- Vincent de Lérins († 445), originaire d'une bonne famille gauloise, moine au monastère de Lérins au large de Cannes en Provence, théologien, auteur du Commonitorium.
- Zoël († vers 284) ou improprement « Zoë » (?), avec Servile, Félix, Sylvain et Dioclès, martyrs à Lystre en Lycaonie (ou en Istrie ?).

#### Saints et bienheureux catholiques du jour
référencés ci-après :
- Agathe Kim A-gi, Agathe Yi So-sa, Anne Pak Agi, Augustin Yi Kwang-hon, Damien Nam Myong-hyog, Lucie Pak Hui-sun, Marthe Kim Song-im († 1839) et deux compagnons, martyrs en Corée.
- Jean de Prado († 1631), bienheureux, prêtre franciscain, martyr au Maroc, condamné au bûcher à Marrakech.
- Louis-Zéphirin Moreau († 1901), bienheureux, évêque de Saint-Hyacinthe au Québec.
- Mario Vergara et Isidore Ngei Ko Lat († 1950), bienheureux prêtre et laïc martyrs en Birmanie.
- Philippe de Plaisance († 1306), bienheureux, prêtre de l'ordre des Ermites de Saint-Augustin à Plaisance en Émilie (Italie).

#### Saint orthodoxe
- Nicétas le Stylite (en), de Pereyaslavl[12], aux dates éventuellement "juliennes" / orientales.

### Prénoms du jour
Bonne fête aux Donatien, Donat, et leurs féminins Donatienne voire Donna.
Et aussi aux :
- Maël et ses variantes masculines : Mael, Maelan, Maëlan, Maeldan, Maelig, Maëlig, Maelou, Maé, Mailloc, Mel et Meal ; et leurs formes féminines : Maëlana, Maëlane, Maëlanne, Maële, Maëleen, Maëlen, Maëlie, Maëlig, Maëline, Maëlise, Maëlisse, Maëll, Maëlla, Maëllanne, Maelle, Maëlle, Maëllia, Maëllie, Maëly, Maëlya, Maëlyn, Maëlyne, Maëlys, Maëlysa, Maëlyse et Maëlysse.
- Aux Rogatien (cf. les Rogations, juste avant l'Ascension, donc souvent à la même époque de l'année entre 27 avril et 2 juin).

## Traditions et superstitions

### Dictons
- « Après sainte-Angèle, le jardinier ne craint plus le gel. » (voir ci-avant plutôt que la sainte-Angèle majeure des 27 janvier).
- « Le 24 mai, la vendange sera bonne, si le temps est clair et serein. Le contraire arrivera, s'il est obscur et pluvieux. »[15]
- « Lorsqu'il pleut à la saint-Donatien, c'est de la pluie pour le mois qui vient. »[16]

### Astrologie
Signe du zodiaque : 3e jour du signe astrologique des Gémeaux.

## Toponymie
Les noms de plusieurs voies, places, sites ou édifices de pays ou provinces francophones contiennent cette date sous différentes graphies : voir Vingt-Quatre-Mai .